# Герман (Сер)
Герман (грч. Σχιστόλιθος, Схистолитос; до 1927. године Γέρμανι, Германи) је насељено место у општини Синтика у периферији Средишња Македонија, Грчка. Према попису из 2021. године било је 19 становника.
Према бугарском географу и историчару, Василу Канчову, у Герману је 1900. године живело 590 Словена хришћана. Током Другог балканског рата село је настрадало од грчке војске и већина мештана је избегла, тако је после рата остало само 19 житеља. За време Првог светског рата део мештана се вратио у село, које је 1920. имало 135 житеља. Од 1923. до 1924. године словенско становништво је принудно исељено у Бугарску (161 особа) а на њихово место је насељено 29 грчких избегличких породица, којих је на попису из 1928. године било 131.